# Зарянская сельская община
Зарянская сельская община (укр. Зорянська сільська громада) — территориальная община в Ровненском районе Ровненской области Украины.
Административный центр — село Заря.
Население составляет 11910 человек. Площадь — 192,4 км².
В соответствии с распоряжением Кабинета Министров Украины от 12 июня 2020 года, в состав общины вошла территория Зарянского и Радуховского сельских советов Ровненского района.

## Населённые пункты
В состав общины входит 15 сёл:
- Заря
  - Белев
  - Голышов
  - Грабов
  - Деревянное
  - Диков
  - Заставье
  - Новостав
  - Олышва
  - Сморжев
  - Старожуков
- Радуховский старостинский округ:
  - Новожуков
  - Новостав-Дальний
  - Радуховка
  - Суховцы